# 페르디난트 브루크너

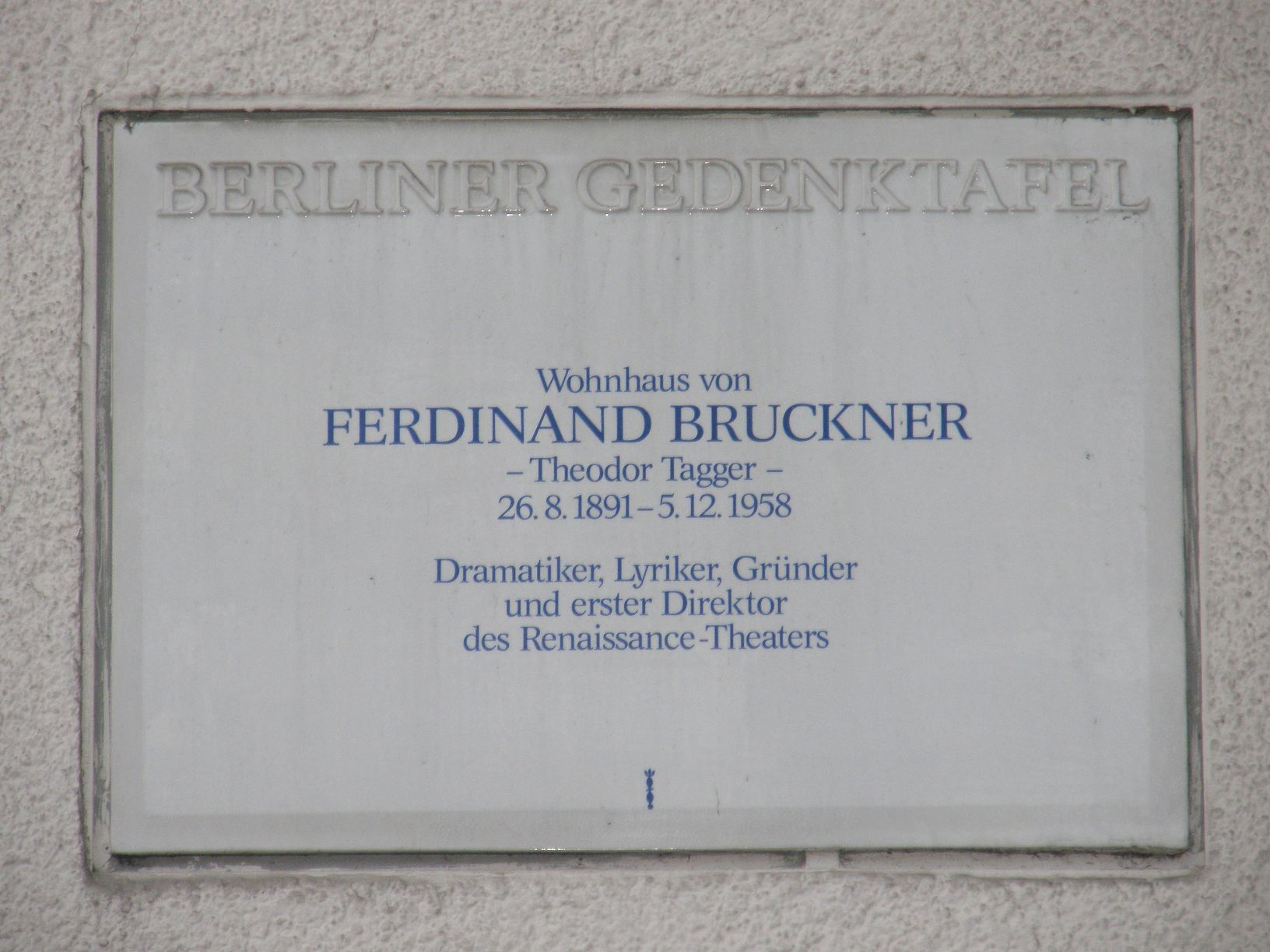
페르디난트 브루크너 기념판

페르디난트 브루크너(Ferdinand Bruckner, 1891년 8월 26일 ~ 1958년 12월 5일)는 독일의 극작가다.
금일성(今日性)을 갖는 시대극을 창도하고 전후의 청년층을 대상으로 심리분석을 시도한 <청년의 병(病)>(1926), 법률의 부정을 파헤친 <범죄인>, 유태인 문제극인 <인종(人種)> 등으로 표현주의가 쇠퇴한 후의 극계에 새바람을 몰고 왔다. 망명 후에는 오스트리데의 세계극장의 이념을 받아 사극 <잉글랜드의 엘리자베스>를 썼다. 인도의 고대극과 그리스극에도 흥미를 보였다.